# Eric Carlberg
Gustaf Eric Carlberg (ur. 5 kwietnia 1880 w Karlskronie, zm. 14 sierpnia 1963 w Sztokholmie) – szwedzki strzelec i dyplomata, pięciokrotny medalista olimpijski.

## Życiorys
Eric Carlberg był synem weterynarza, Gustafa. Jego bratem bliźniakiem był Vilhelm. Obaj chłopcy zostali sierotami w wieku 12 lat i obaj poprzez służbę wojskową zajęli się strzelectwem sportowym. 
W swojej karierze wziął udział w czterech igrzyskach olimpijskich, w latach 1906–1912 i 1924 Startował także w pięcioboju i szermierce. Przez wiele lat mieszkał w Persji, gdzie był konsulem generalnym Szwecji (1930–35), a później Finlandii (1935–58). Po powrocie do Europy zamieszkał w Sztokholmie.